# Escut de l'Espunyola
L'escut oficial de l'Espunyola té el següent blasonament:
Escut caironat: de sinople, un castell obert d'or acostat de dues àncores d'argent. Per timbre, una corona mural de poble.

## Història
Va ser aprovat el 31 d'octubre del 2002 i publicat al DOGC el 27 de novembre del mateix any amb el número 3770.
S'hi representa l'antic castell de l'Espunyola i dues àncores a banda i banda, que són l'atribut de sant Climent, patró del poble.